# Avilla (Misuri)
Avilla es un pueblo ubicado en el condado de Jasper en el estado estadounidense de Misuri. En el Censo de 2010 tenía una población de 125 habitantes y una densidad poblacional de 247,5 personas por km².

## Geografía
Avilla se encuentra ubicado en las coordenadas 37°11′38″N 94°7′47″O / 37.19389, -94.12972. Según la Oficina del Censo de los Estados Unidos, Avilla tiene una superficie total de 0.51 km², de la cual 0.51 km² corresponden a tierra firme y (0%) 0 km² es agua.

## Demografía
Según el censo de 2010, había 125 personas residiendo en Avilla. La densidad de población era de 247,5 hab./km². De los 125 habitantes, Avilla estaba compuesto por el 90.4% blancos, el 0% eran afroamericanos, el 2.4% eran amerindios, el 0% eran asiáticos, el 0% eran isleños del Pacífico, el 0% eran de otras razas y el 7.2% pertenecían a dos o más razas. Del total de la población el 4.8% eran hispanos o latinos de cualquier raza.